# Space Groove
Space Groove è un album dei ProjeKct Two, side project dei King Crimson, pubblicato nel 1998.

## Il disco
Il disco fu registrato in soli tre giorni, tra il 19 e il 21 novembre 1997; Space Groove è un doppio CD di improvvisazioni. L'uscita del disco fu accompagnata da un tour mondiale che portò il ProjeKct Two ad esibirsi in USA, Regno Unito, Giappone e Canada, tra il febbraio e il luglio del 1998.

## Tracce
Volume One: Space Groove
1. Space Groove II - 19:03
2. Space Groove III - 2:40
3. Space Groove I 17:13

Volume Two: Vector Patrol
1. Happy Hour on Planet Zarg - 4:56
2. Is There Life On Zarg? - 2:25
3. Low Life in Sector Q-3 - 1:32
4. Sector Shift - 0:45
5. Laura in Space - 3:17
6. Sector Drift - 0:54
7. Sector Patrol - 3:41
8. In Space there is no North, In Space there is no South, In Space there is no East, In Space there is no West - 2:52
9. Vector Patrol - 3:41
10. Deserts of Arcadia (North) - 8:57
11. Deserts of Arcadia (South) - 4:10
12. Snake Drummers of Sector Q-3 - 0:26
13. Escape from Sagittarius A - 10:53
14. Return to Station B - 3:03

## Formazione
- Robert Fripp - chitarra
- Trey Gunn - warr guitar
- Adrian Belew - batteria elettronica